# Bataille de Neubourg (1800)
 (février 2025).
Guerres de la Révolution française
Batailles
Guerre de la Deuxième Coalition
- St George's Caye (navale) (09-1798)
- Nicopolis (10-1798)
- Corfou (11-1798)
- Copenhague (navale) (04-1801)
- Algésiras (navale) (06-1801)

Campagne de Hollande
- Callantsoog (08-1799)
- Vlieter (08-1799)
- Zyp (09-1799)
- Bergen (09-1799)
- Alkmaar (10-1799)
- Castricum (10-1799)

Campagne de Suisse
- Ostrach (03-1799)
- Feldkirch (03-1799)
- 1re Stockach (03-1799)
- Frauenfeld (05-1799)
- Winterthour (05-1799)
- 1re Zurich (06-1799)
- Schwytz (08-1799) (en)
- Amsteg (08-1799)
- Saint-Gothard (09-1799)
- 2e Zurich (09-1799)
- Linth (09-1799)
- Muten (10-1799) (ru)
- Engen (05-1800)
- 2e Stockach (05-1800)
- Moesskirch (05-1800)
- Biberach (05-1800)
- Erbach (05-1800)
- Höchstädt (06-1800)
- Ampfing (12-1800)
- Hohenlinden (12-1800)

Campagne d'Égypte
- Malte 1 (06-1798)
- Malte 2 (06-1798)
- Alexandrie (07-1798)
- Chebreiss (07-1798)
- Pyramides (07-1798)
- 1re Aboukir (08-1798)
- Salheyeh (08-1798)
- Malte 3 (09-1798)
- Sédiman (10-1798)
- Caire (10-1798)
- Samanouth (01-1799)
- El Arish (02-1799)
- Syène (02-1799)
- Jaffa (03-1799)
- Saint-Jean-d'Acre (03-1799)
- Mont-Thabor (04-1799)
- 2e Aboukir (07-1799)
- Damiette (11-1799)
- Héliopolis (03-1800)
- 3e Aboukir (03-1801)
- Mandora (03-1801)
- Canope (03-1801)
- Fort Jullien (04-1801)
- Le Caire (06-1801)
- Alexandrie (08-1801)

2e Campagne d'Italie
- Vérone (03-1799)
- Magnano (04-1799)
- Cassano (04-1799)
- Mantoue (04-1799)
- Bassignana (05-1799)
- 1re Marengo (05-1799) (en)
- Modène (06-1799) (en)
- Trebbia (06-1799)
- 2e Marengo (06-1799) (en)
- Novi 1 (08-1799)
- Rome (09-1799)
- Mannheim (09-1799) (en)
- Novi 2 (10-1799) (en)
- Genola (11-1799)
- Gênes (04-1800)
- Sassello (04-1800) (en)
- Fort Bard (05-1800)
- Verceil (05-1800)
- Turbigo (05-1800)
- Montebello (06-1800)
- 3e Marengo (06-1800)
- Pozzolo (12-1800)

La bataille de Neubourg se déroula le 27 juin 1800, en Bavière, sur la rive australe du Danube. Cette ville, située entre Ingolstadt et Donauwörth, fut le théâtre d'affrontements acharnés. Ce combat s'inscrivait dans le contexte de la guerre de la Seconde Coalition (1798-1802), second conflit opposant la France révolutionnaire aux monarchies européennes conservatrices. Celles-ci comprenaient, à divers moments, la Grande-Bretagne, les Habsbourg d'Autriche, la Russie, l'Empire ottoman, le Portugal et le royaume de Naples. Après une suite de revers, plusieurs alliés se désistèrent de la coalition. En 1800, les succès militaires de Napoléon Ier en Italie du Nord ébranlèrent la suprématie des Habsbourg dans cette région. Les triomphes français dans les territoires du Haut-Danube ouvrirent aux armées révolutionnaires une voie menant directement à Vienne.
Au cours d'une série de combats livrés dans les régions méridionales de l'Allemagne actuelle, les armées françaises repoussèrent les forces conjuguées des Autrichiens et de leurs alliés, s'emparant successivement de Stockach, de Meßkirch et de Biberach. Après sa défaite à Biberach, le général Pál Kray, commandant en chef des forces coalisées, se retira dans la forteresse d'Ulm, laissant des détachements pour assurer la garde des passages du Danube situés plus à l'est, à Höchstädt, Blindheim, Donauwörth et Neubourg. C'est à Neubourg que s'acheva la campagne du Danube pour l'été 1800 ; un armistice fut bientôt conclu entre les Habsbourg et les Français, qui prit fin à la fin du mois de novembre. Ultérieurement, les Français remportèrent de nouvelles victoires à Ampfing et à Hohenlinden. Les affrontements les plus acharnés de la bataille de Neubourg se déroulèrent dans le village d'Unterhausen, situé aux environs de la ville.

## Contexte
À l'aube de l'année 1799, le Directoire, impatient devant les atermoiements de l'Autriche, vit d'un œil inquiet l'insurrection napolitaine. Les récents succès en Suisse semblaient offrir une opportunité propice à une nouvelle campagne militaire en Italie septentrionale et en Allemagne du Sud-Ouest. Au seuil du XIXe siècle, les armées française et autrichienne s'affrontèrent sur les rives du Rhin. Le feld-maréchal Pál Kray commandait environ cent vingt mille hommes. À ses troupes régulières s'adjoignaient des contingents bavarois, wurtembergeois, mayençais et tyroliens, ces derniers étant moins aguerris. 25 000 d'entre eux furent déployés à l'est du lac de Constance pour protéger le Vorarlberg. Le gros de l'armée autrichienne, soit 95 000 hommes, était cantonné dans l'angle formé par le coude du Rhin, où le fleuve, après avoir longé la frontière nord de la Suisse, tournait vers le nord pour border la France. C'est une décision hasardeuse que prit Kray en installant ses principaux magasins à Stockach, localité située à proximité de l'extrémité nord-ouest du lac de Constance, à une seule journée de marche des territoires suisses occupés par les Français. 

### Importance stratégique de la vallée du Danube
L’objectif belliqueux français, visant à investir Vienne et à contraindre les Habsbourg à souscrire aux stipulations pacifiques arrêtées en 1798, exigeait une double incursion militaire à travers le nord de l’Italie, placée sous le commandement du Premier Consul Napoléon Bonaparte, et à travers le sud de l’Allemagne, campagne confiée à Moreau. Afin d’assurer l’accès à la Bavière, puis, ultimement, à Vienne, les Français durent maîtriser l’artère fluviale du Danube. Cette stratégie n’était point novatrice : le segment fluvial s’étendant d’Ulm à Neubourg avait déjà été le théâtre d’affrontements d’ampleur lors de la guerre de Trente Ans et de la guerre de Succession d’Espagne. Entre Ulm et Ingolstadt, le Danube, gonflé par de considérables apports d’eau, formait une voie navigable ample et rapide. L’Iller, se déversant dans le Danube à Ulm, augmentait considérablement le débit de ce dernier ; à Donauwörth, c’était au tour du Lech de s’y jeter. Neubourg, première cité d’importance riveraine du fleuve au-delà de Donauwörth, avait été le siège ancestral des princes de Pfalz-Neuburg ; s’en emparer, aux dépens d’une famille princière du Saint-Empire romain germanique, constituait un affront au moral et au prestige des Habsbourg, dont la mission était de protéger les petites principautés. Le contrôle des ponts et des passages entre Ulm et Donauwörth, Neubourg, puis Ingolstadt offrait un avantage stratégique non seulement en termes de mobilité, mais aussi en termes de prestige. 

### Préliminaires à la bataille
Après s'être replié de Biberach, Kray attendit à Ulm l'assaut de Moreau, qui ne se matérialisa pas. Plutôt que de s'attaquer frontalement à la cité, solidement fortifiée et approvisionnée, la première division de Moreau, s'approchant d'Ulm par le sud, exécuta une manœuvre audacieuse en virant brusquement vers l'est pour engager les forces adverses, moins nombreuses, postées entre Ulm et Donauwörth. Son commandant, Lecourbe, s'empara des places fortes de Landsberg et d'Augsbourg, laissant des détachements suffisants pour contenir le prince Reuss-Plauen, cantonné dans le Tyrol afin de garder les accès montagneux vers Vienne. Lecourbe progressa ensuite en direction de Dettingen, Blindheim (Blenheim) et Höchstädt. Le corps de Grenier était positionné avec son flanc droit sur le Danube à Guntzbourg et son flanc gauche à Kinsdorf. Richepanse assura la protection des deux rives de l'Iller, couvrant ainsi la route d'Ulm vers le sud jusqu'à Memmingen et maintenant la liaison avec la Suisse ; il y repoussa de nombreuses escarmouches. Trois divisions de réserve furent concentrées aux hameaux de Kamlack et de Mindel, prêtes à soutenir soit une attaque de Lecourbe sur Ulm, soit celle de Grenier sur Guntzbourg. Au cours de la bataille d'Höchstädt, un corps autrichien tint bon jusqu'à ce qu'il soit délogé par des charges répétées de carabiniers, de cuirassiers et de hussards, qui capturèrent environ deux mille Autrichiens et Wurtembergeois, ainsi que de l'artillerie et des étendards. À la suite de la prise d'Höchstädt et de ses ponts le 19 juin, les Français contrôlèrent les passages du Danube entre Ulm et Donauwörth. Kray, devant cette situation, évacua Ulm pour se replier plus en aval. La prochaine cible française était désormais fixée : Neubourg.  

## Ordres de bataille

### Français
Bien qu’il soit ardu de déterminer avec exactitude l’ordre de bataille des forces françaises lors de cette confrontation, les témoignages de l’époque convergent vers la présence d’une partie substantielle du corps d’armée du général Claude Jacques Lecourbe, comprenant environ 28 000 et 308 hommes, sous les ordres respectifs des généraux La Val, Molitor, Jardon et Vandamme. Cette information trouve un écho particulier dans une dépêche de Moreau adressée au ministre de la Guerre et publiée dans le London Chronicle en juin 1800. Le maréchal y souligne la distinction des 6e chasseurs, 13e de cavalerie, 4e de hussards et 11e de chasseurs, tout en précisant que le reste de sa division, ainsi que celle de Lecourbe, franchit rapidement le Danube. La présence du général Grenier est également mentionnée, attestant ainsi d’une préparation minutieuse. Par ailleurs, la mort de Théophile-Malo de La Tour d’Auvergne-Corret, premier grenadier de France, sur le champ de bataille laisse présumer de l’engagement de la compagnie de grenadiers de la 46e demi-brigade d’infanterie de ligne. Les 37e et 84e régiments du général Espagne, ainsi que les grenadiers du 109e, furent également impliqués dans les combats. Lecourbe lui-même, dans son récit de la bataille, évoque à plusieurs reprises les 37e et 109e régiments, suggérant ainsi une participation active de ces unités, notamment au sein des brigades de François Goullus et François Bontemps.

#### Division Lecourbe, Armée du Danube
La division de Lecourbe, encore engagée sur le théâtre suisse en avril 1800, fit l'objet d'une réorganisation. À la suite de la discrète retraite de Gouvion Saint-Cyr et de Sainte-Suzanne vers le Rhin après la bataille de Moesskirch, entraînant avec eux une portion substantielle de leurs effectifs, Moreau jugea opportun de renforcer sensiblement la division de Lecourbe en y adjoignant la cavalerie sous les ordres de Jean-Joseph Ange d'Hautpoul. D'après l'analyse des dépêches de l'époque et la composition ultérieure de cette division, il est fort probable que celle-ci ait bénéficié, à cette période charnière, du concours d'éléments issus des unités suivantes :
- Général de Division Dominique Vandamme, Généraux de Brigade Jardon, Laval, Molitor :
  - Première Demi-Brigade de Légère
  - 36e 83e, 94e Demi-Brigades de Ligne
  - 8e régiment de hussards
- Total 9 963 fantassins, 540 cavaliers
- Généraux de brigade François Goullus et François Bontemps
  - 10e Demi-Brigade de Légère
  - 37ème, 84ème 109ème Demi-Brigades de Ligne
  - 36e 93e, 94e Régiments de Ligne
  - 9e Hussards
- Total 8 238 fantassins, 464 cavaliers
- Général de division Montrichard et général de brigade Joseph Augustin Fournier
  - 10e Demi-Brigade de Légère
  - 38e, 67e régiments de ligne
- Total 6 998
- Général de Division Étienne Marie Antoine Champion de Nansouty
  - Grenadiers combinés, 25e de cavalerie, 11e de dragons, 12e de chasseurs
- Total 1 500 fantassins, 1 280 cavaliers

### autrichien
La force autrichienne comprenait : 
- FZM Baron von Kray, commandant
  - Régiment d'infanterie Wenkheim #35, Erbach #42 (bataillons chacun)
  - Kür Regiment Lothringen #7, Hohenzollern #8, Kinsky #12 (6 escadrons chacun)
  - Régiment de Dragons Latour n°11 (6 escadrons)

Force autrichienne totale : 8 000 hommes. 

## Bataille

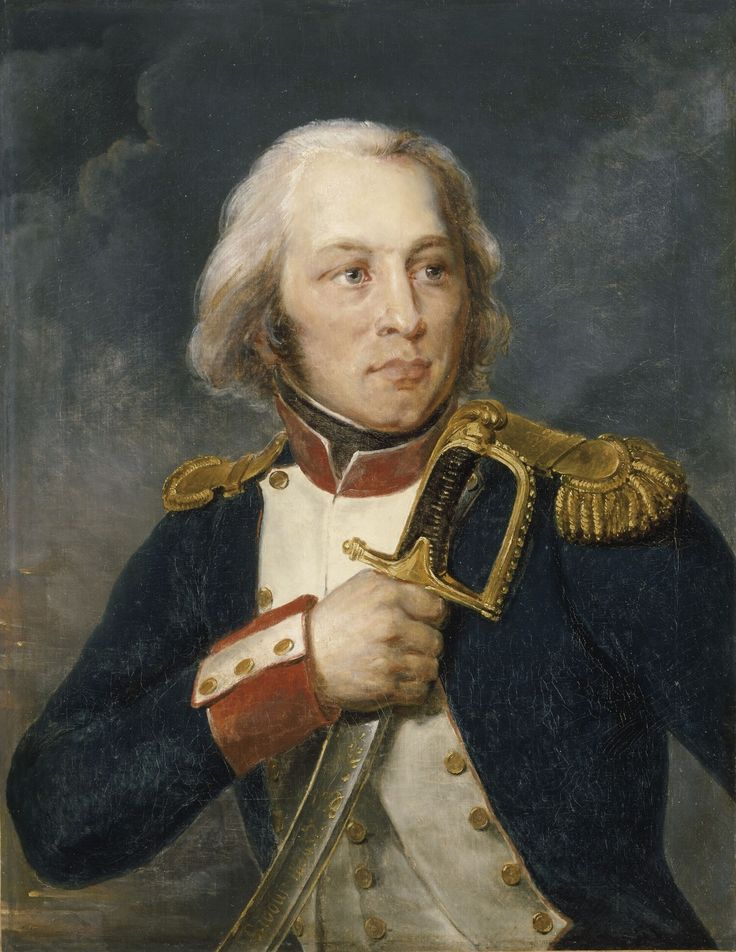
Claude Jacques Lecourbe commanda l'assaut français à Neubourg.

Le 26 juin 1800, les forces autrichiennes de Kray tenaient encore les derniers gués franchissables du Danube entre Neubourg et Ingolstadt. Ce jour-là, dès l'aurore, les divisions Gudin et Montrichard, s'élançant de Donauwörth, convergèrent vers le confluent du Danube et du Lech. La division Gudin, suivant une route méridienne en direction de Pöttmes, établit une ligne de défense au nord jusqu'à Ehekirchen, s'alignant approximativement sur l'actuelle route 2035. Quant à Montrichard, à la tête de la 10e demi-brigade de Légère et des 38e et 67e régiments de ligne, il fut chargé de s'emparer de Neubourg, dont il devait assurer la tenue, en reliant son aile droite à celle de Gudin et en couvrant ainsi la route reliant Augsbourg à Neubourg. La division Gudin rencontra une résistance opiniâtre à Pöttmes, qu'elle ne put maîtriser qu'au prix de plusieurs charges vigoureuses exécutées par les 6e et 8e hussards, lesquels s'emparèrent également d'une centaine de chevaux ennemis. Le général Puthed, commandant la brigade déployée sur la gauche de Gudin, s'empara sans grand mal d'Ehekirchen. 
La division commandée par le général Montrichard progressa vers Neubourg en suivant la chaussée longeant la rivière. Elle s’empara sans encombre des environs de la ville. Les troupes autrichiennes de Kray, renforcées par celles du prince Reuss-Plauen, sortirent de Neubourg afin de défendre les faubourgs. Toutefois, les deux corps autrichiens, pris au dépourvu, ne parvinrent pas à constituer une résistance efficace. Montrichard put ainsi pénétrer à moins de six kilomètres de la ville avec des pertes minimes. La brigade d'Espagne, appuyant l’avant-garde française, s’empara, après un bref combat, des hauteurs d’Oberhausen grâce à l’action conjuguée des 37e et 84e régiments. En début d’après-midi, les Autrichiens reprirent Niederhausen, mais Unterhausen demeura aux mains des Français, défendu par une centaine de tireurs d’élite, des éléments du 37e régiment et la 1re compagnie de grenadiers du 109e régiment[réf. nécessaire].  
À compter de cet instant, les hostilités se concentrèrent sur le bourg d'Unterhausen, situé à six kilomètres dans la direction ouest-sud-ouest du centre de Neuburg. Quelques détachements français délogèrent les Autrichiens de la forêt intercalée entre le village et le Danube au moyen d'une charge à la baïonnette exécutée par les grenadiers du 109e régiment. Toutefois, l'arrivée de renforts autrichiens permit à ces derniers de reprendre l'initiative, s'emparant à nouveau des bois, des hauteurs d'Oberhausen et du bourg lui-même. Selon le récit de Lecourbe, les Autrichiens, « enhardis par ce premier succès, couvrirent bientôt toutes les hauteurs environnantes, sur lesquelles ils plantèrent environ vingt-cinq à trente pièces d'artillerie. » À huit heures du soir, après douze heures de combats acharnés, des compagnies des 14e et 46e régiments (français) s'avancèrent sur une petite route située à droite du village, tandis qu'un autre groupe progressait sur la gauche, effectuant un mouvement enveloppant. L'attaque simultanée des Français sur les deux flancs et au centre convainquit les Autrichiens que, malgré les barrages défensifs mis en place par leur artillerie à Oberhausen, les forces françaises avaient été considérablement renforcées. L'assaut du village, mené avec vigueur, donna lieu à de violents corps à corps au cours desquels le commandant du 46e régiment et le premier grenadier de France, Latour d'Auvergne, perdirent la vie.   
En dehors de l'agglomération, les 46e et 14e régiments d'infanterie légère de France se sont trouvés engagés dans un corps-à-corps avec la cavalerie autrichienne. Ces unités, fort probablement disposées en carrés, ont néanmoins réussi à résister aux assauts répétés de l'ennemi. Ce combat acharné s'est prolongé jusqu'aux environs de dix heures du soir, heure à laquelle les Autrichiens ont jugé bon d'évacuer Unterhausen. Le général Lecourbe, prudent, décida de ne pas lancer ses troupes à la poursuite des adversaires, en raison de l'obscurité grandissante. 

## Conséquences
Les répercussions de la bataille furent immédiates. Le maréchal Ney installa son quartier général au château de Neubourg, dominant le champ de bataille. Le général Moreau ordonna la construction d'un monument funéraire à l'emplacement où était tombé le premier grenadier. L'empereur François Ier, mécontent des revers successifs, démit de ses fonctions le général Pál Kray. Il confia le commandement en chef de l'armée autrichienne à son jeune frère, l'archiduc Jean, âgé de dix-huit ans. Afin de pallier l'inexpérience du nouvel archiduc, l'empereur nomma le feld-maréchal Franz von Lauer commandant en second et confia le poste de chef d'état-major au zélé colonel Franz von Weyrother.  
Dans un schéma plus large, la série de batailles commençant par les pertes de Stockach et d'Engen et se terminant à Neubourg a brisé le contrôle autrichien le long du Danube stratégique. De même, en Italie, les succès français aux batailles de Montebello et de Marengo forcèrent les Autrichiens à se retirer vers l'est. Alors que la France menaçait l'Autriche des Habsbourg au nord-ouest et au sud-ouest, les Autrichiens acceptèrent un cessez-le-feu. Les négociations de paix ultérieures furent compliquées par l'alliance que l'Autriche avait conclue avec la Grande-Bretagne, ce qui l'empêcha de signer une paix séparée. Les Britanniques sont entrés dans les négociations pour renforcer leur allié affaibli. Dans un premier temps, la Grande-Bretagne, qui avait réussi à bloquer les ports français, refusa les conditions françaises et proposa des contre-conditions en septembre 1800. Napoléon prétendit plus tard que les Autrichiens n'avaient pas négocié de bonne foi et cherchaient seulement à gagner du temps jusqu'à « la saison des pluies » (l'hiver), lorsque les mouvements de l'armée seraient difficiles et que les Habsbourg auraient toute une saison pour recruter.